# Campionati mondiali di lacrosse
I campionati mondiali di lacrosse nacquero nel 1967 in Canada per celebrare il centenario del lacrosse, con l'avallo da World Lacrosse.
Sette anni dopo, l'Australia celebrò il proprio centenario del lacrosse e gli Stati Uniti schierarono una squadra all-star per competere in un torneo internazionale a inviti.
Fu così che nacque l'idea di disputare una Coppa del Mondo a cadenza quadriennale. La coppa in argento che viene assegnata al vincitore non ha mai lasciato il Nord America da quando è iniziato il torneo, con gli USA vincitori in dieci occasioni e il Canada nelle altre tre.

## Mondiale 2002
L'edizione del 2002 si svolse a Perth, in Australia, e vide la vittoria della squadra USA seguita dalle squadre di Canada e Australia. L'Italia non partecipò a questa edizione dei mondiali non essendoci ancora squadre che praticassero il lacrosse in Italia. Tuttavia, una rappresentanza sportiva denominata "Italy United", formata esclusivamente da giocatori oriundi, partecipò al "International Open Tournament", torneo internazionale di lacrosse che si svolgeva a Perth negli stessi giorni in cui si svolgevano i campionati mondiali. Promotore dell'iniziativa, nonché capitano e allenatore della squadra, fu il regista italo-americano Robert Corna, primo atleta a praticare il lacrosse in Italia e a promuoverne la diffusione a livello nazionale. Questa è stata in assoluto la prima partecipazione ad un torneo internazionale di una squadra di Lacrosse riconducibile all'Italia.

## Mondiale 2006
L'edizione del 2006 vide una partecipazione record di ventuno nazioni.
Il Canada sconfisse in finale gli USA per 15–10 a London (Canada). Geoff Snider del Canada fu nominato miglior giocatore del torneo. La nazionale italiana, formata però esclusivamente da giocatori oriundi, si classificò 10ª.

## Mondiale 2010
L'edizione 2010 si è svolta a Manchester, Inghilterra e ha visto l'allargamento della competizione a 30 compagini nazionali.
Un regolamento piuttosto complicato ha permesso l'assegnazione di una posizione finale per ogni rappresentativa.
La vittoria è andata agli USA che in finale hanno superato per 12-10 i rivali del Canada,conquistando così il loro 9º titolo iridato.
Presente anche l'Italia, protagonista di un'ottima prestazione oltre ogni aspettativa.
Dopo aver iniziato male la fase a gironi con due sconfitte, rispettivamente contro Repubblica Ceca (3-17) e Svezia (3-16), gli azzurri hanno battuto il Messico (12-3), qualificandosi al 3º posto nel girone.
Tuttavia, a causa della vittoria delle Bermuda sulla Danimarca per 11-8, l'Italia non è riuscita a piazzarsi tra le quattro migliori terze della fase eliminatoria ed è stata quindi relegata in Lower Division.
Gli azzurri hanno pagato la peggior differenza reti nei confronti dei caraibici, qualificati grazie ad un gol allo scadere nella sfida contro gli scandinavi che ha condannato la rappresentativa tricolore al girone minore.
Inserita come testa di serie nel proprio raggruppamento, l'Italia ha in seguito realizzato una sorprendente "Winning Streak" battendo nell'ordine, Argentina (13-9), Danimarca (10-3) e Svizzera (7-6) prima di arrendersi alla più forte nazionale della Slovacchia (4-10).
La compagine azzurra ha poi superato la Lettonia per 13-8 chiudendo la rassegna al 19º posto.
Il torneo ha avuto grande risalto mediatico per la vicenda che ha visto coinvolta la nazionale degli Irochesi,impossibilitati a raggiungere l'Inghilterra a causa del rifiuto del governo britannico di accettare i passaporti della compagine dei nativi americani.
Il fatto ha scatenato un "caso diplomatico" che ha visto anche la mediazione di Hillary Clinton.
Tuttavia, la situazione non si è risolta in tempi brevi e gli Irochesi sono stati costretti a saltare la competizione iridata.

### Classifica finale
| - 1. USA - 2. Canada - 3. Australia - 4. Giappone - 5. Inghilterra - 6. Germania - 7. Scozia - 8. Olanda - 9. Irlanda - 10. Svezia - 11. Galles - 12. Finlandia - 13. Repubblica Ceca - 14. Polonia - 15. Nuova Zelanda | - 16. Spagna - 17. Slovacchia - 18. Bermuda - 19. Italia - 20. Lettonia - 21. Austria - 22. Hong Kong - 23. Svizzera - 24. Norvegia - 25. Corea del Sud - 26. Danimarca - 27. Francia - 28. Argentina - 29. Messico - 30. Irochesi |

### Finali di Piazzamento
- Finale 29º posto -     Messico -     Irochesi 1-0 (a tavolino)
- Finale 27º posto -     Francia -     Argentina 10-8
- Finale 25º posto -     Corea del Sud -     Danimarca 12-10
- Finale 23º posto -     Norvegia -     Svizzera 0-2
- Finale 21º posto -     Hong Kong -     Austria 8-9
- Finale 19º posto -     Lettonia -     Italia 8-13
- Finale 17º posto -     Slovacchia -     Bermuda 12-7
- Finale 15º posto -     Spagna -     Nuova Zelanda 5-23
- Finale 13º posto -     Repubblica Ceca -     Polonia 21-3
- Finale 11º posto -     Galles -     Finlandia 10-5
- Finale 9º posto -     Irlanda -     Svezia 15-8
- Finale 7º posto -     Olanda -     Scozia 10-11
- Finale 5º posto -     Inghilterra -     Germania 14-9
- Finale 3º posto -     Giappone -     Australia 9-16
- Finale 1º posto -     Canada -     USA 10-12

### Classifica Marcatori
La classifica marcatori è stata calcolata tramite un semplice sistema di punteggio, risultante dalla somma di gol e assist.
Il totale ha formato il punteggio finale con cui ogni giocatore è stato collocato in classifica.
La vittoria è andata a Josh Coveleski (Polonia) con 43 punti.
| Rank | Giocatore       | Team            | Goal | Assist | Punteggio Totale |
| ---- | --------------- | --------------- | ---- | ------ | ---------------- |
| 1    | Josh Coveleski  | Polonia         | 35   | 8      | 43               |
| 2    | Matt Walsh      | Irlanda         | 24   | 16     | 40               |
| 3    | Andrew Clayton  | Nuova Zelanda   | 28   | 10     | 38               |
| 4    | Brian Hubschman | Repubblica Ceca | 17   | 17     | 34               |
| 5    | Jordan McBride  | Scozia          | 27   | 7      | 34               |
| 6    | Tim Fuchs       | Italia          | 24   | 9      | 33               |
| 7    | Kristian Prior  | Irlanda         | 24   | 7      | 31               |
| 8    | Scott Janssen   | Olanda          | 16   | 15     | 31               |
| 9    | Paul Simpson    | Galles          | 18   | 13     | 31               |
| 10   | Colin Jesien    | Polonia         | 20   | 9      | 29               |

## Albo d'oro
| Anno | Luogo                    | Campione | Risultato  | Secondo posto |
| ---- | ------------------------ | -------- | ---------- | ------------- |
| 1967 | Toronto (Canada)         | USA      | n/a        | Australia     |
| 1974 | Melbourne (Australia)    | USA      | n/a        | Inghilterra   |
| 1978 | Stockport (Inghilterra)  | Canada   | 17-16 (OT) | USA           |
| 1982 | Baltimora (USA)          | USA      | 22-14      | Australia     |
| 1986 | Toronto (Canada)         | USA      | 18-9       | Canada        |
| 1990 | Perth (Australia)        | USA      | 19-15      | Canada        |
| 1994 | Manchester (Inghilterra) | USA      | 21-7       | Australia     |
| 1998 | Baltimora (USA)          | USA      | 15-14 (OT) | Canada        |
| 2002 | Perth (Australia)        | USA      | 18-15      | Canada        |
| 2006 | London (Canada)          | Canada   | 15-10      | USA           |
| 2010 | Manchester (Inghilterra) | USA      | 12-10      | Canada        |
| 2014 | Denver (USA)             | Canada   | 8-5        | USA           |
| 2018 | Netanya (Israele)        | USA      | 9-8        | Canada        |
| 2023 | San Diego (USA)          | USA      | 10-7       | Canada        |

## Classifica titoli mondiali
| Squadra   | Vincitrice | Finalista |
| --------- | ---------- | --------- |
| USA       | 11         | 3         |
| Canada    | 3          | 7         |
| Australia | 0          | 4         |